# 161546 Schneeweis
161546 Schneeweis este un asteroid din centura principală de asteroizi.

## Descriere
161546 Schneeweis este un asteroid din centura principală de asteroizi. A fost descoperit pe 10 decembrie 2004 la Junk Bond Observatory de David Healy (astronom). Asteroidul prezintă o orbită caracterizată de o semiaxă mare de 2,60 ua, o excentricitate de 0,04 și o înclinație de 5,2° în raport cu ecliptica.